# Oliversacks (planetka)
(84928) Oliversacks je planetka nacházející se v hlavním pásu asteroidů. Byla objevena 16. listopadu 2003 v rámci projektu Catalina Sky Survey (CSS). Byla pojmenována podle britského neurologa Olivera Sackse. Kolem Slunce oběhne jednou za 5,012 let.